# Hora 25 de los negocios
Hora 25 de los negocios es un informativo de actualidad económica y financiera de la Cadena SER, dirigido y presentado por Javier Ruiz. El espacio se emite de lunes a viernes entre las 21:30 y 22:00, dentro del programa Hora 25, y repasa las noticias más destacadas del día de la economía española e internacional, del mercado bursátil y del mundo empresarial junto con la participación de analistas económicos.
Comenzó a emitirse el 3 de marzo de 2002. Antes de 2002, el programa se llamaba Antena de la bolsa. Este fue el único programa de la extinta Antena 3 Radio transferido a la Cadena SER después de la polémica fusión de la Antena 3 Radio (que fue comprada con polémicas por el Grupo Prisa en 1992) y la Cadena SER, que resultó en el cierre de Antena 3 Radio en 1994. Antena de la bolsa estuvo dirigido y presentado por Miguel Ángel García Juez desde el comienzo del programa en Antena 3 Radio y también durante el tiempo en la Cadena SER. El nombre del programa cambió cuando Javier Ruiz llegó como director del programa.
El programa incluía las siguientes secciones:
- Mercados Financieros: comentaba la evolución tanto de la bolsa como del resto de mercados: monetarios, futuros...

- Empresa: noticias de las empresas comentadas por empresarios o analistas y su impacto en el mercado.

- Macroeconomía

- Internacional

- El "Informe": temas elegidos tratados en profundidad.

- Revista de prensa: repaso a la prensa económica del día siguiente.

- "Agenda de mañana": un minuto para comentar los eventos o datos importantes para la economía que se conocerán al día siguiente.

- La economía con quienes la escriben: charla con investigadores economistas, de periodicidad semanal.

- Tiempo de sectores: entrevista a empresarios, de periodicidad semanal.

- Biblioteca de los Negocios: sobre libros y publicaciones interesantes, de periodicidad semanal.

Con la llegada de Àngels Barceló a Hora 25 en enero de 2008, Hora 25 de los Negocios se suprimió de la programación (el último programa se emitió el 4 de enero de 2008), despidiéndose como líder de audiencia de su franja horaria (3.ª ola EGM 2007: 340000 oyentes). A partir de entonces, Hora 25 solo emitía breves noticias sobre información económica de 21:00 a 22:00, aunque se mantenía en antena de 19:57 a 20:00 el microinformativo Cartera de Negocios, antiguo avance de Hora 25 de los Negocios.
El 2 de septiembre de 2019, con la llegada de Pepa Bueno a Hora 25, el programa volvió a emitirse bajo la dirección de Javier Ruiz Pérez, quien había regresado a la emisora de Prisa en mayo de ese año como nuevo jefe de la sección de Economía.